# Pržinovac
Pržinovac – wieś w Chorwacji, w żupanii dubrownicko-neretwiańskiej, w mieście Opuzen. W 2011 roku liczyła 33 mieszkańców.